# Яструб чорноголовий
Я́струб чорногол́овий (Accipiter cooperii) — середнього розміру хижий птах роду яструбів родини яструбових ряду яструбоподібних. Поширений у Північній Америці від південних районів Канади до північних Мексики. Як звичайно у хижих птахів, самці дещо менші від самиць. Вперше описаний братанком імператора Наполеона в 1828 році, з видовим епітетом на честь конхолога Вільяма Купера. За даними Bird Life International, популяція зростала протягом останніх 40 років і продовжує зростати.

## Будова

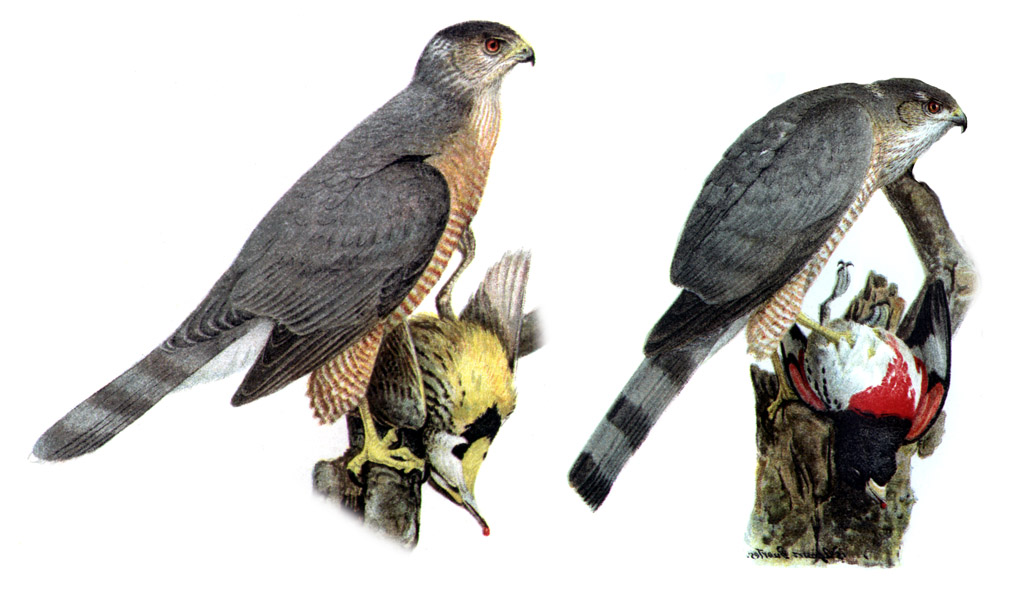
Порівняння постави самця яструба чорноголового (ліворуч) та самиці яструба неоарктичного (Accipiter striatus) (праворуч)

Назагал, маса самця коливається від 220 до 440 г, а довжина від 35 то 45 см. Вага самиць десь на третину більша, з довжиною від 42 см до півметра. . Особини зі східної частини ареалу дещо переважають вагою і розмірами птахів із заходу.
Крила яструба чорноголового відносно короткі, заокруглені; хвіст відносно довгий, з темними поперечними смугами. Дзьоб відносно невеликий, лише 1,5—2 см. У дорослих особин очі карі до червоного, «шапочка» темна (від чого походить українська назва виду), спина і крила зверху сіруваті, знизу блідо-бежові, молоді особини спереду мають вузькі тонкі вертикальні цяпки рудувато-коричневого до чорного кольору.
Імматурні (молоді) особини мають жовті очі, верх голови коричнево-рябий, спина темна з коричневими «лусками», перед білуватий, вертикальні смужки спереду вужчі, густіші на грудній клітці і менші або відсутні на животі. Хвіст у молодих особин зверху буруватий, знизу сірий, з темними смугами. Очі спрямовані вперед, дзьоб гачкуватий. Імматурні дещо більші від Accipiter striatus і менші від яструба великого, тоді як малі самці майже такі як великі самиці яструба неоарктичного, а велика самиця чорноголового буде розміром як малий самець яструба великого. Всі ці порівняння можливі практично, оскільки ареали цих видів перекриваються. Забарвленням чорноголовий і неоарктичний досить подібні, але перший має потужнішу структуру, відносно ширшу грудну клітину, більшу голову.

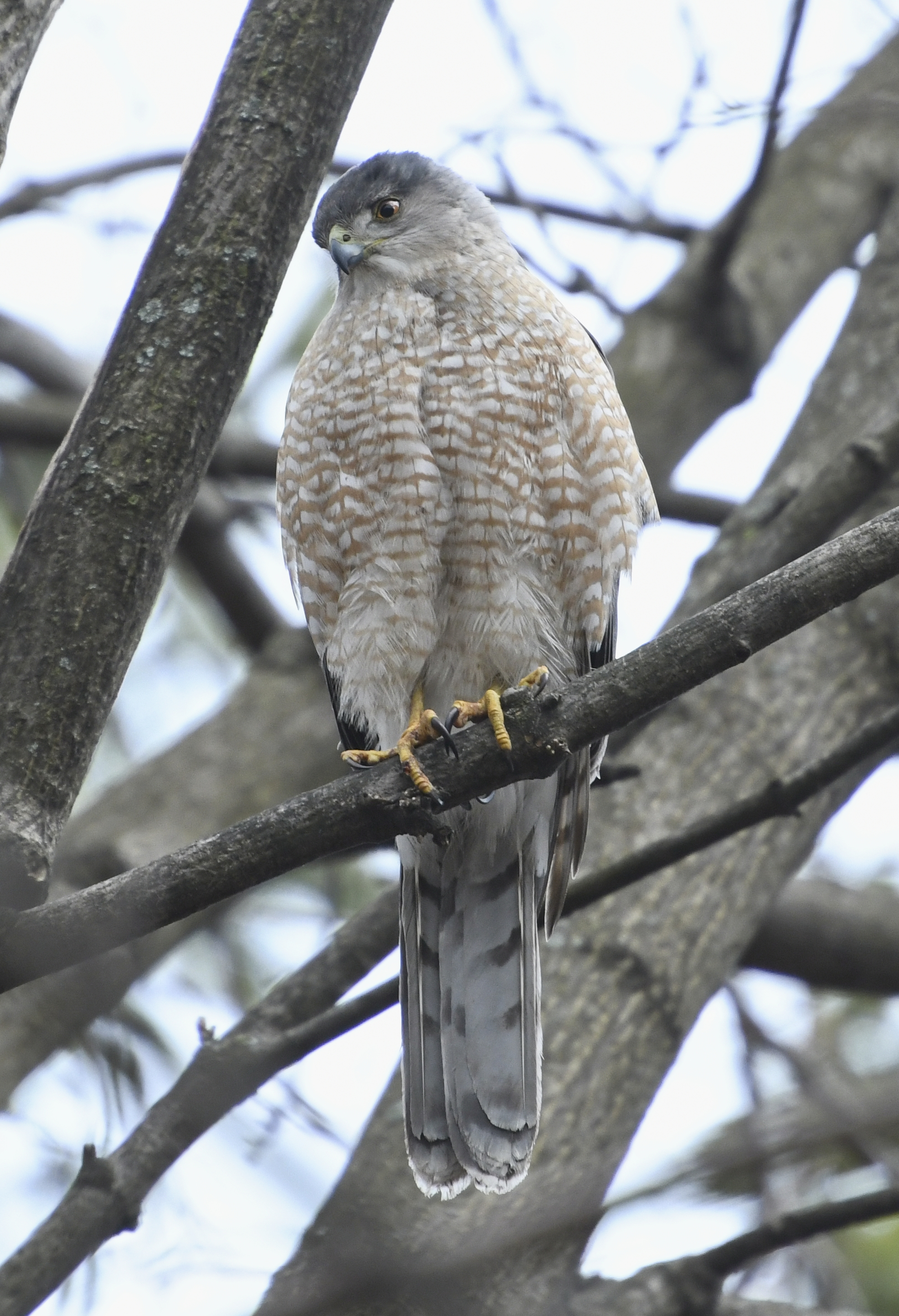
Дорослий самець
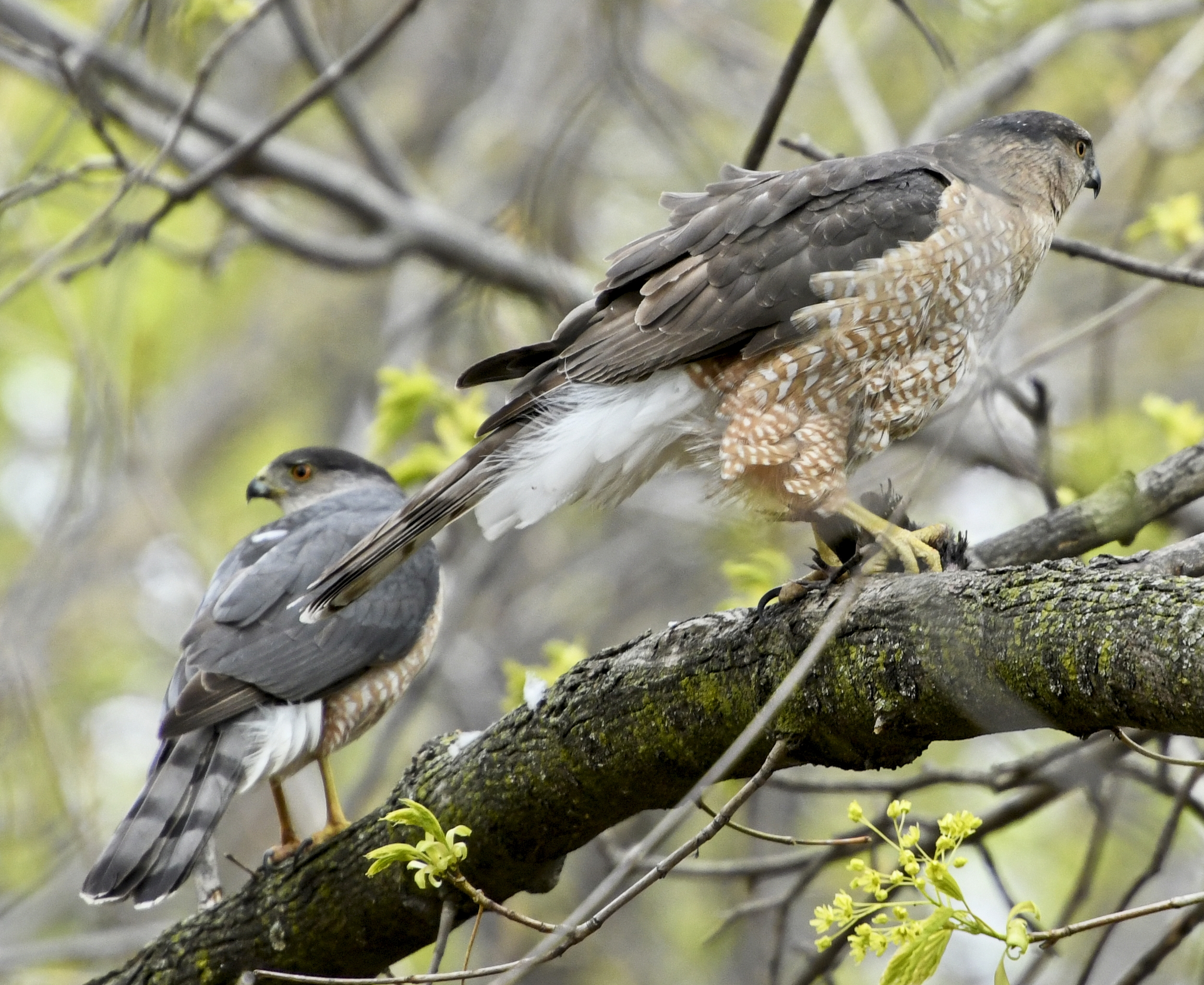
Самець (зліва) приніс самиці здобич
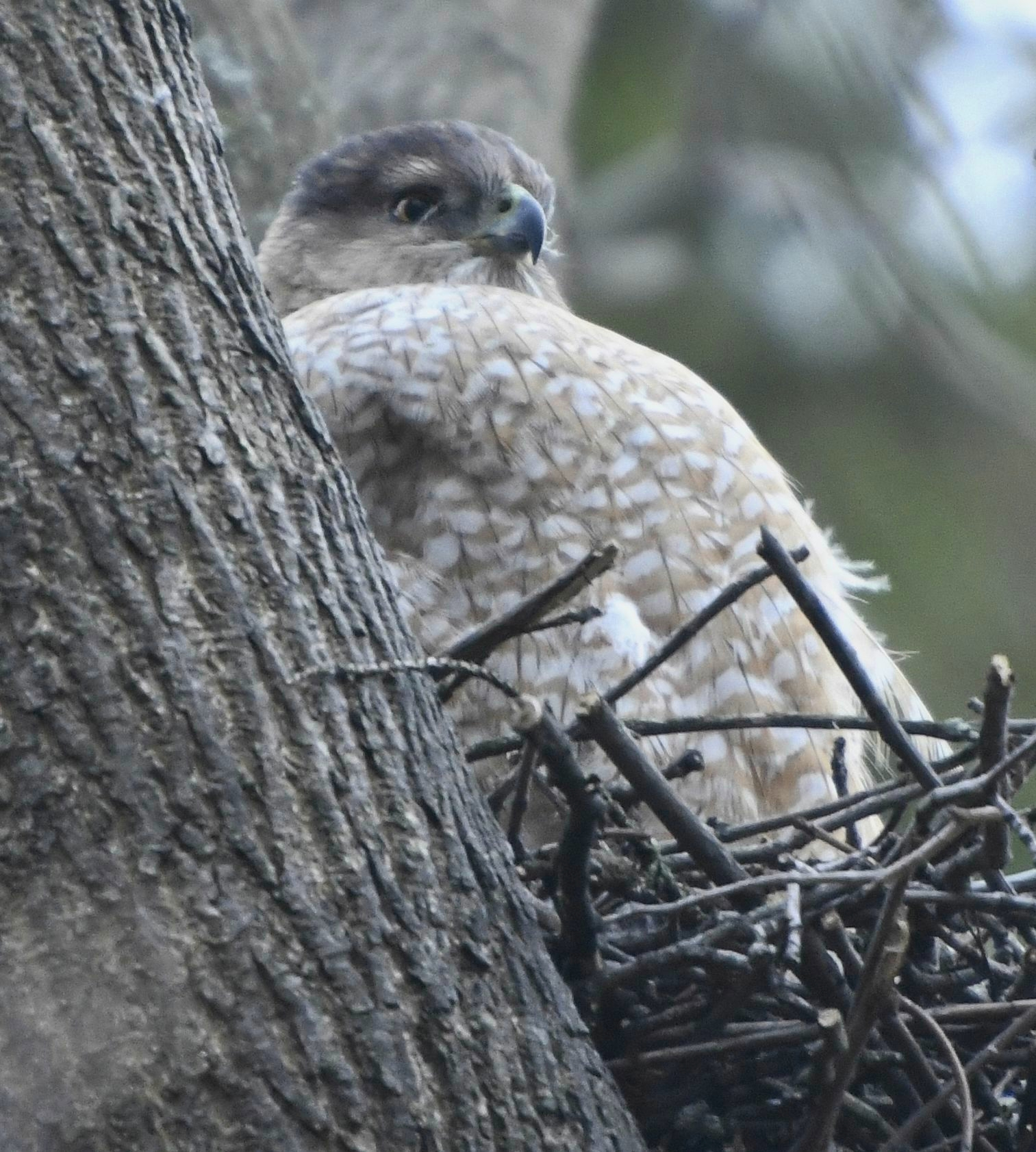
Самиця на гнізді
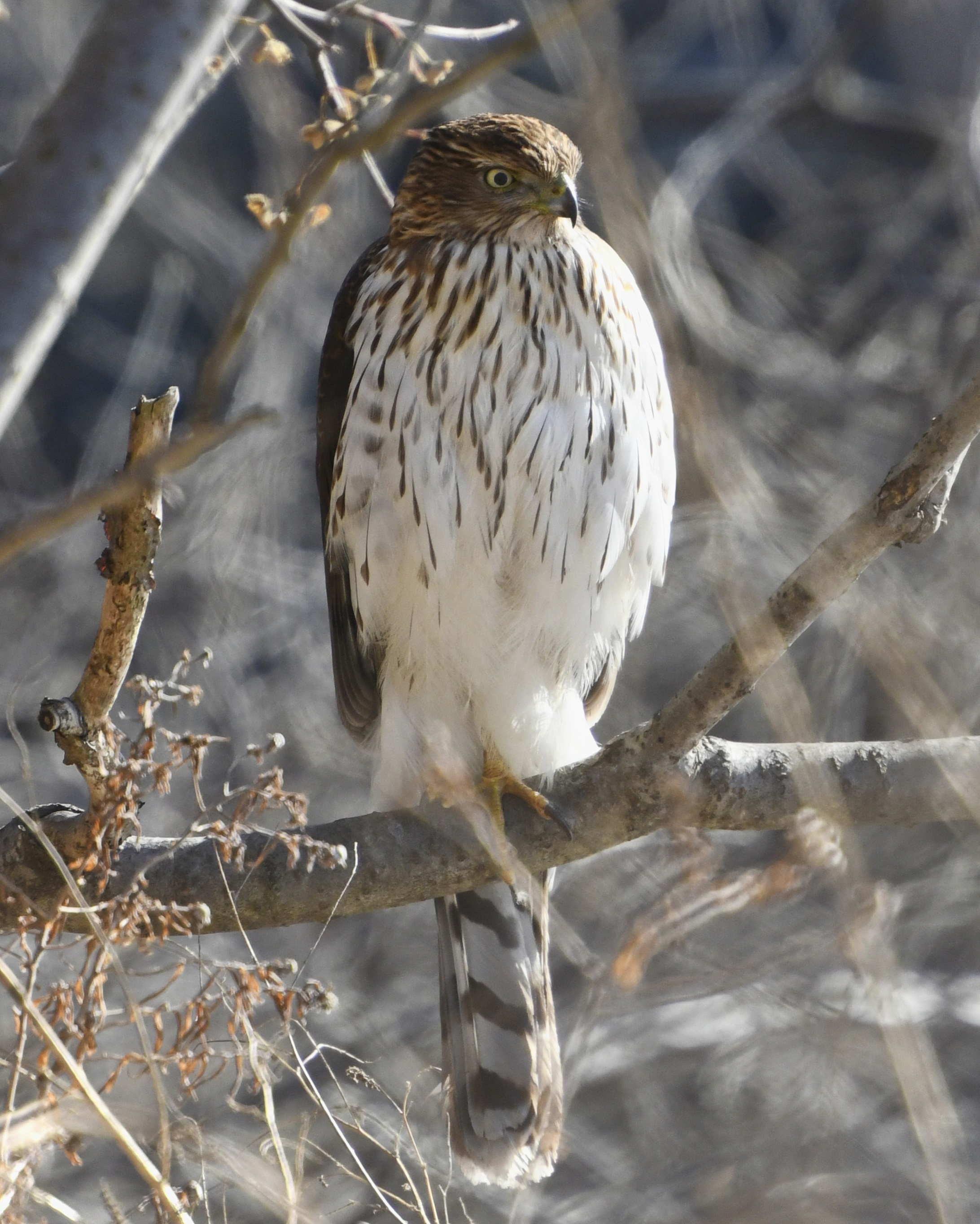
Імматурна особина з вертикальними смужками спереду
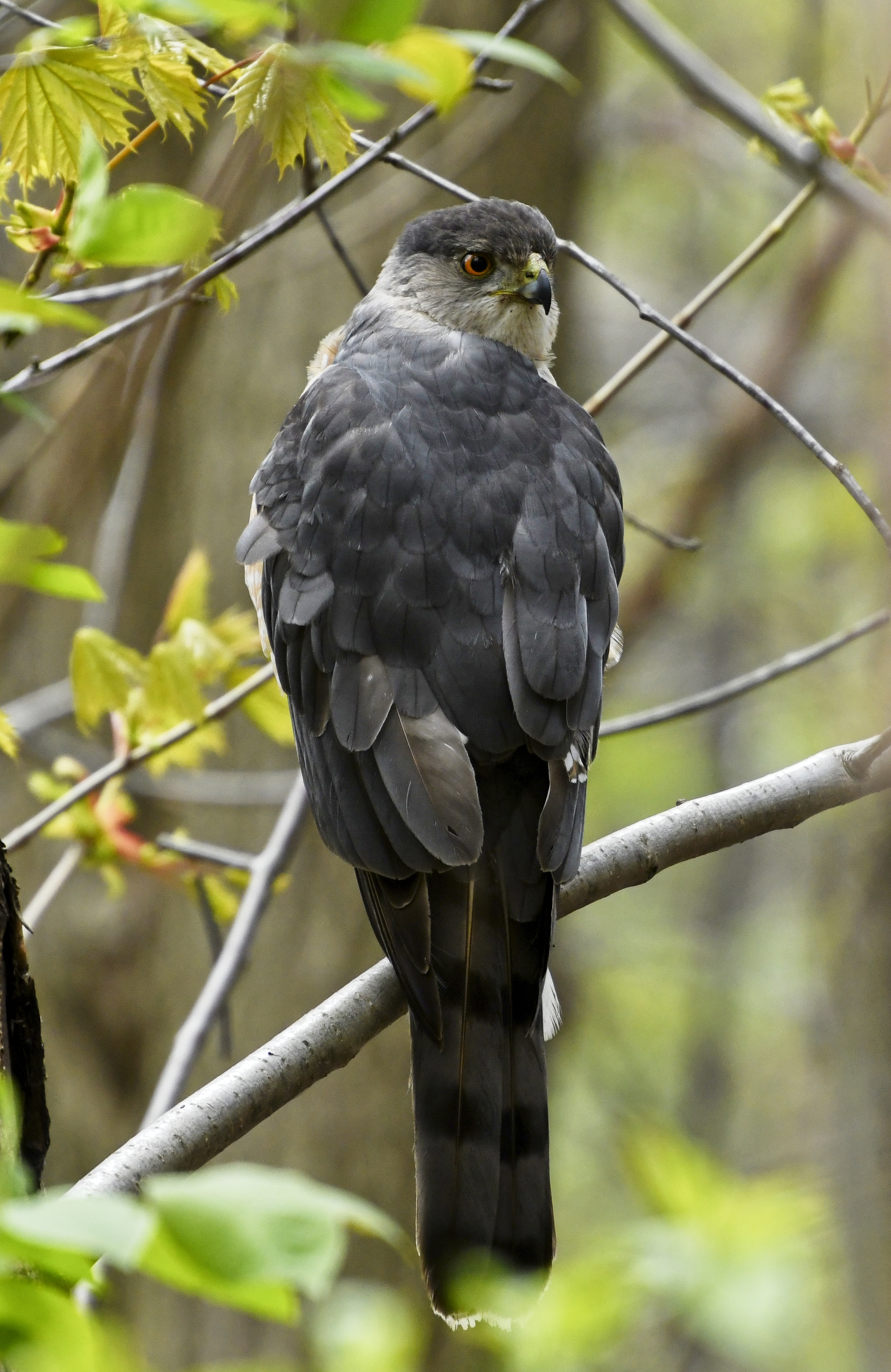
Дорослий самець зі спини